# Thierry Hoquet
 (février 2021).
Thierry Hoquet, né le 25 août 1973 est un philosophe, spécialiste de la philosophie des sciences naturelles et de la philosophie des Lumières. Il s'intéresse notamment aux questions de genre.

## Biographie
Né en 1973, il enseigne de 1999 à 2012 à l'université de Paris-X Nanterre, université où il a été recruté comme maître de conférences en 2004. De 2012 à 2016, il est professeur de philosophie des sciences à l'université Jean Moulin Lyon 3, avant de revenir à Nanterre en septembre 2016.
Il est décrit comme étant un philosophe des dualismes et des technologies.
Dans Cyborg Philosophie, il propose un pronom épicène, « ille(s)». Il travaille également sur la virilité. Par la suite, il aborde l’égalité des sexes par la suppression de la mention du sexe à l'état civil dans une fiction, Sexus Nullus ou l’Égalité.

## Traductions
- Charles Darwin, Sur l’Origine des espèces, Paris, Éditions du Seuil, coll. « Sources du Savoir », 2013. Il s'agit de la traduction française complète de la première édition (1859) de l’ouvrage, celle qui a « ébranlé les fondements du monde », selon la formule d'Ernst Mayr. La traduction est annotée et accompagnée d'annexes. Elle reprend la pagination originale de manière à faciliter la circulation entre la traduction et la version originale.
- Joan Roughgarden, Le Gène généreux. Pour un darwinisme collaboratif, Paris, Éditions du Seuil, coll. « Science ouverte », 2012. L'ouvrage propose une réplique au Gène égoïste de Richard Dawkins.

## Anthologies
- La Vie, Paris, Garnier Flammarion, 1999.
- Le Sexe biologique. Anthologie historique et critique, en trois volumes. Tome I : « Femelles et Mâles ? Histoire naturelle des (deux) sexes », Paris, Hermann, 2013.